# L'Échange (film, 1920)
Pour les articles homonymes, voir L'Échange.
Pour plus de détails, voir Fiche technique et Distribution.
L'Échange (Why Change Your Wife?) est une comédie réalisée par Cecil B. DeMille, sorti en 1920. 

## Synopsis
Le couple marié de Robert et Beth Gordon bat de l'aile et lorsqu'il rencontre Sally dans un cabaret, ils divorcent. Robert finit par se lasser du style de vie de Sally, tandis que Beth s’efforce d’améliorer son apparence physique. plus tard, le couple d’origine retombe à nouveau amoureux dans une station balnéaire.

## Fiche technique
- Titre original : Why Change Your Wife?
- Titre français : L'Échange
- Titre provisoire français : La Proie pour l'ombre[1]
- Réalisation : Cecil B. DeMille, assisté de Sam Wood (non crédité)
- Scénario : Olga Printzlau d'après une histoire de Sada Cowan et William C. de Mille
- Producteurs : Cecil B. DeMille et Jesse L. Lasky (producteur exécutif)
- Société de production : Artcraft Pictures Corporation
- Distribution : Paramount Pictures
- Photographie : Alvin Wyckoff
- Montage : Anne Bauchens
- Décors : Wilfred Buckland
- Costumes : Natacha Rambova et Clare West
- Pays de production : États-Unis
- Format : Noir et blanc, 35 mm, procédé cinématographique : sphérique, rapport de forme : 1.33 : 1
- Son : Muet
- Genre : Comédie
- Durée : 90 minutes (2187 m en 7 bobines)
- Date de sortie[2] : 
  - États-Unis : 21 mai 1920 (première)
  - France : 7 avril 1922

## Distribution
- Gloria Swanson : Beth Gordon
- Thomas Meighan : Robert Gordon
- Bebe Daniels : Sally Clark
- Theodore Kosloff : Radinioff
- Sylvia Ashton : Tante Kate
- Clarence Geldart : Le docteur
- Mayme Kelso : Harriette

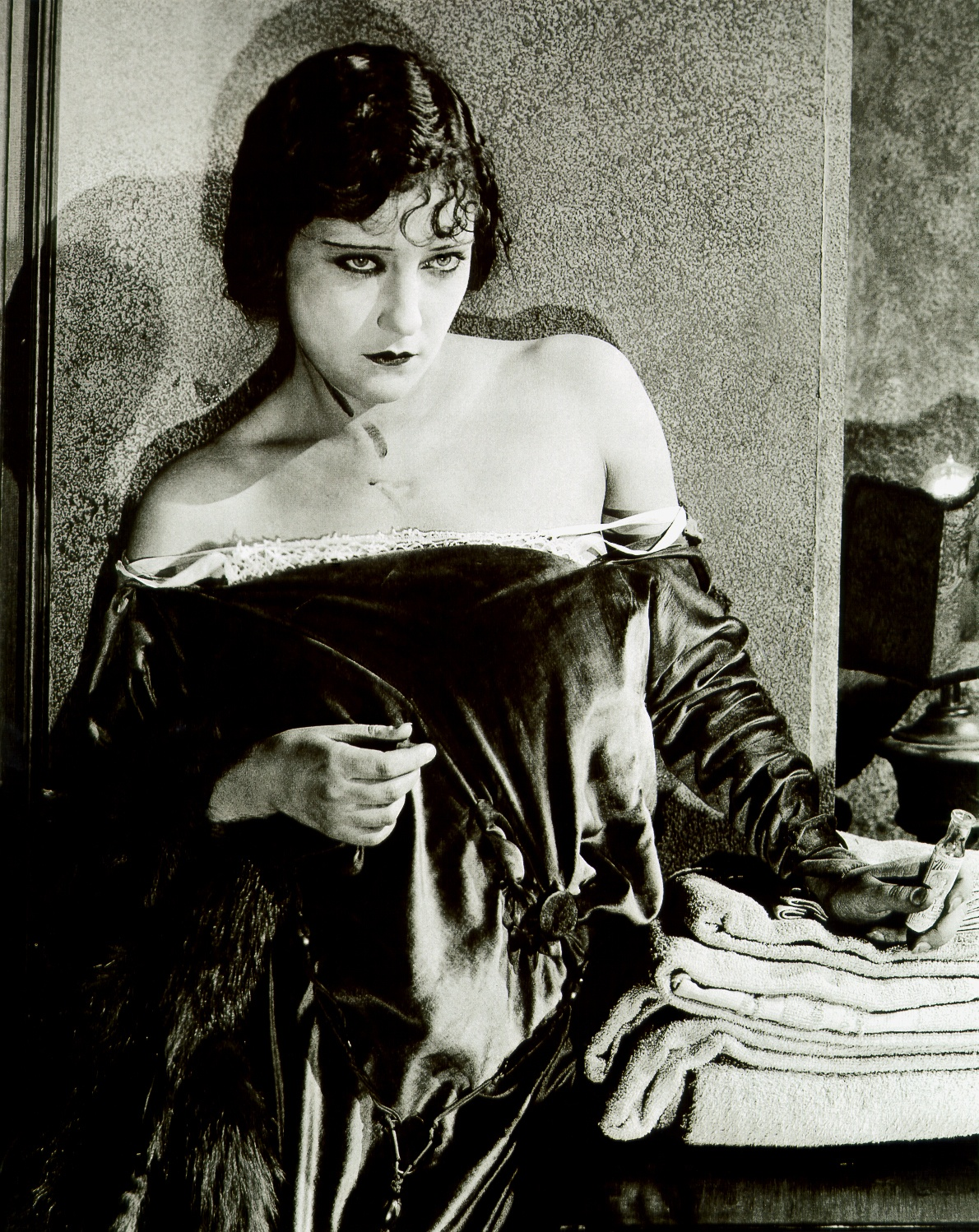
Gloria Swanson dans L'Échange.

- Lucien Littlefield : Maître d'hôtel
- Edna Mae Cooper : La bonne
- Jane Wolfe : La cliente

Acteurs non crédités :
- William Boyd : un officier de marine à l'hôtel
- Clarence Burton : un invité de la soirée
- Julia Faye : une fille en maillot de bain